# World RX de Bélgica 2015
El World RX de Bélgica 2015, oficialmente Rallycross of Belgium fue la tercera prueba de la Temporada 2015 del Campeonato Mundial de Rallycross. Se celebró del 16 al 17 de mayo de 2015 en el Circuito Jules Tacheny Mettet ubicado en la ciudad de Mettet, Provincia de Namur, Bélgica. Esta prueba del campeonato compartió fecha con el Campeonato de Europa de Rallycross.
La prueba fue ganada por Toomas Heikkinen quien consiguió su primera victoria de la temporada y la segunda de su carrera a bordo de su Volkswagen Polo, Petter Solberg término en segundo lugar en su Citroën DS3 y Reinis Nitišs finalizó tercero con su Ford Fiesta ST.

## Supercar

### Series
| Pos.            | No. | Piloto                | Equipo                          | Auto            | H1   | H2  | H3  | H4   | Pts |
| --------------- | --- | --------------------- | ------------------------------- | --------------- | ---- | --- | --- | ---- | --- |
| 1               | 3   | Johan Kristoffersson  | Volkswagen Team Sweden          | Volkswagen Polo | 3º   | 15º | 1º  | 1º   | 16  |
| 2               | 1   | Petter Solberg        | SDRX                            | Citroën DS3     | 2º   | 5º  | 11º | 2º   | 15  |
| 3               | 57  | Toomas Heikkinen      | Marklund Motorsport             | Volkswagen Polo | 8º   | 2º  | 3º  | 7º   | 14  |
| 4               | 10  | Mattias Ekström       | EKS RX                          | Audi S1         | 1º   | 10º | 6º  | 8º   | 13  |
| 5               | 45  | Per-Gunnar Andersson  | Marklund Motorsport             | Volkswagen Polo | 13º  | 6º  | 4º  | 3º   | 12  |
| 6               | 13  | Andreas Bakkerud      | Olsbergs MSE                    | Ford Fiesta ST  | 7º   | 3º  | 10º | 6º   | 11  |
| 7               | 21  | Timmy Hansen          | Team Peugeot-Hansen             | Peugeot 208     | DNF  | 1º  | 2º  | 10º  | 10  |
| 8               | 17  | Davy Jeanney          | Team Peugeot-Hansen             | Peugeot 208     | 9º   | 8º  | 15º | 11º  | 9   |
| 9               | 7   | Manfred Stohl         | World RX Team Austria           | Ford Fiesta     | 5º   | 16º | 13º | 15º  | 8   |
| 10              | 92  | Anton Marklund        | EKS RX                          | Audi S1         | 19º  | 12º | 8º  | 12º  | 7   |
| 11              | 15  | Reinis Nitišs         | Olsbergs MSE                    | Ford Fiesta ST  | 15º  | 14º | 14º | 9º   | 6   |
| 12              | 99  | Tord Linnerud         | Volkswagen Team Sweden          | Volkswagen Polo | 6º   | 21º | 12º | 13º  | 5   |
| 13              | 4   | Robin Larsson         | Larsson Jernberg Racing Team    | Audi A1         | 18º  | 26º | 9º  | EXC  | 4   |
| 14              | 42  | Timur Timerzyanov     | Namus OMSE                      | Ford Fiesta ST  | 20º  | 4º  | 24º | 16º  | 3   |
| 15              | 33  | Liam Doran            | SDRX                            | Citroën DS3     | 27º  | 9º  | DNF | 17º  | 2   |
| 16              | 32  | Ole-Kristian Nøttveit | CircleX                         | Volvo C30       | 23º  | 27º | DNF | 25º  | 1   |
| 17              | 31  | Max Pucher            | World RX Team Austria           | Ford Fiesta     | 31.º | 33º | 29º | 31.º |     |
| 18              | 55  | Alx Danielsson        | All-Inkl.com Münnich Motorsport | Audi S3         | 25º  | 17º | DNF | DNS  |     |
| 19              | 77  | René Münnich          | All-Inkl.com Münnich Motorsport | Audi S3         | DNF  | 32º | 27º | 32º  |     |
| Reporte Oficial |     |                       |                                 |                 |      |     |     |      |     |

- Los 19 pilotos mundialistas disputaron los heats junto a los pilotos del Campeonato de Europa, haciendo que en cada heat corrieran un total de 37 pilotos.

### Semifinales
Semifinal 1
| Pos.            | No. | Piloto               | Equipo                 | Tiempo    | Pts |
| --------------- | --- | -------------------- | ---------------------- | --------- | --- |
| 1               | 57  | Toomas Heikkinen     | Marklund Motorsport    | 4:08.158  | 6   |
| 2               | 13  | Andreas Bakkerud     | Olsbergs MSE           | +2.540    | 5   |
| 3               | 15  | Reinis Nitišs        | Olsbergs MSE           | +4.080    | 4   |
| 4               | 17  | Timmy Hansen         | Team Peugeot-Hansen    | +9.204    | 3   |
| 5               | 3   | Johan Kristoffersson | Volkswagen Team Sweden | +25.173   | 2   |
| 6               | 7   | Manfred Stohl        | World RX Team Austria  | +1 Vuelta | 1   |
| Reporte Oficial |     |                      |                        |           |     |

Semifinal 2
| Pos.            | No. | Piloto               | Equipo                 | Tiempo   | Pts |
| --------------- | --- | -------------------- | ---------------------- | -------- | --- |
| 1               | 45  | Per-Gunnar Andersson | Marklund Motorsport    | 4:05.225 | 6   |
| 2               | 1   | Petter Solberg       | SDRX                   | +0.809   | 5   |
| 3               | 10  | Mattias Ekström      | EKS RX                 | +0.936   | 4   |
| 4               | 92  | Anton Marklund       | EKS RX                 | +4.081   | 3   |
| 5               | 21  | Davy Jeanney         | Team Peugeot-Hansen    | +4.553   | 2   |
| 6               | 99  | Tord Linnerud        | Volkswagen Team Sweden | +13.388  | 1   |
| Reporte Oficial |     |                      |                        |          |     |

### Final
| Pos.            | No. | Piloto               | Equipo              | Tiempo     | Pts |
| --------------- | --- | -------------------- | ------------------- | ---------- | --- |
| 1               | 57  | Toomas Heikkinen     | Marklund Motorsport | 04:02.117  | 8   |
| 2               | 1   | Petter Solberg       | SDRX                | +0.840     | 5   |
| 3               | 15  | Reinis Nitišs        | Olsbergs MSE        | +6.705     | 4   |
| 4               | 45  | Per-Gunnar Andersson | Marklund Motorsport | +7.583     | 3   |
| 5               | 13  | Andreas Bakkerud     | Olsbergs MSE        | +27.425    | 2   |
| 6               | 10  | Mattias Ekström      | EKS RX              | +3 Vueltas | 1   |
| Reporte Oficial |     |                      |                     |            |     |

## Campeonato tras la prueba
Estadísticas Supercar
| Pos. | Driver               | Points |
| ---- | -------------------- | ------ |
| 1    | Petter Solberg       | 82     |
| 2    | Johan Kristoffersson | 60     |
| 3    | Toomas Heikkinen     | 57     |
| 4    | Andreas Bakkerud     | 56     |
| 5    | Timmy Hansen         | 50     |

- Nota: Sólo se incluyen las cinco posiciones principales.